# Politisk teori
Politisk teori er studiet, undersøgelsen og udarbejdelsen af hvad det politiske er. I den vestlige verden har dette historisk set været formuleret i form af spørgsmålet: "Hvad vil det sige, at handle politisk?".
Det politiske system analyseres ofte i et nationalstatsligt perspektiv. Analyserne er ofte illustreret ved hjælp af modeller, hvor der skelnes mellem systemperspektivet og aktørperspektivet. Fagene statskundskab og politologi, (dvs. politiske studier) har studiet af politiske processer som fokusområde og undersøger anvendelsen af politisk magt. I bredeste forstand inddrager begrebet "politik" såvel landenes organisatoriske opbygning fra statsoverhovedet over parlamentet ned til borgeren som politiske fænomener internationalt.
International politik er en særskilt disciplin indenfor politisk teori. I mange lande foregår disse analyser ved særlige fakulteter på universiteterne, men det kan også indgå i undervisningen i statskundskab.

## Teoridannelsen
Mange filosoffer, politiske tænkere og praktiserende politikere har givet deres syn på, hvordan politik opstår i et samfund, hvorfor politik er nødvendigt og hvori den politiske magt består. En væsentlig distinktion kan drages mellem, den klassiske skole, der definerer "politik" som hovedsagelig udtryk for nationalstatslige interesser og den neoklassiske skole, der definerer politik som ”kampen om samfundsmæssige værdier”. Begrebet suverænitet er centralt for forståelsen af politik i statsligt regi og samspillet mellem stater i internationale relationer. Politik er traditionelt oftest studeret i forbindelse med regeringer og parlamenter, men i de senere har diskurser også præget forskningen i politiske emner.
Emnerne, politisk teori behandler kan opdeles i formelle og uformelle komponenter. De formelle komponenter er bandt andre:
- Det politiske systems institutioner og disses funktioner.
- Demokratiets formelle opbygning, valgmåden og afstemningsmetoderne.
- Politiske partier, programerklæringer etc.
- Beslutningsprocesser og forvaltning, ofte illustreret i et organisationsdiagram, som udtrykker aktørernes "ideelle" placering i systemet.

Komponenterne i den uformelle struktur omfatter blandt andet:
- Samspillet mellem de politiske partier, interesseorganisationer, græsrodsbevægelser og massemedier. *Personlighedens indflydelse på gennemførelsen af politiske målsætninger.
- Utilsigtede konsekvenser af handlinger og beslutninger.
- Vælgeradfærd

### Ideologier
Et almindeligt anvendt forsøg på at klassificere de politiske ideologier er højre - venstreskalaen.
Klasseperspektivet forudsætter, at det store flertal inden for hver samfundsklasse tilslutter sig det parti, der varetager klasseinteressen. I de senere år har flere politologer peget på en ny skillelinje, som i højere grad fokuserer på forskelle i livsstil end klasseperspektivet som
afgørende for befolkningens partivalg.

### Teoretikere
- David Ricardo
- Karl Marx
- John Maynard Keynes
- Anthony Downs
- Björn Molin
- David Easton
- Erik Rasmussen